# Урок советского языка
«Урок советского языка» — советский короткометражный фильм 1941 года режиссёров Артемия Ай-Артяна и Левона Исаакяна.

## Сюжет
Осень 1941 года, Великая Отечественная война. День и ночь трудятся на полях колхозники Армении. Ночью на колхозный полевой стан натыкаются немецкие диверсанты, направляющиеся к электростанции. Они связывают женщин, а единственного мужчину берут с собой в качестве проводника. Одной из женщин удается убежать и предупредить о намерении врага. Диверсантов обезвреживают.

## В ролях
- Гурген Джанибекян — пастух
- Вардуш Степанян — Сона
- Нина Алтунян — Гоар
- Гарри Мушегян — Аршак
- Л. Шахпаронян — Ашхен
- Е. Арутюнян — бабушка
- Григорий Ягджян — диверсант

## О фильме
Работа над фильмом началась менее чем через месяц после начала Великой Отечественной войны, премьера состоялась 14 октября 1941 в Ереване.
Одна из четырёх короткометражек выпущенных в 1941 году Ереванской киностудией наряду с «Кровь за кровь» Г. Габриелиана, «Огонь в лесу» А. Мартиросяна и Л. Исаакяна и «Семья патриотов» Э. Карамяна; хотя эти фильмы были слабы в художественном отношении и сценарном плане, но были сняты вовремя и внесли свой вклад в мобилизацию народа:

Надо сказать, что по качеству постановки все указанные картины оставляли желать много лучшего. И тем не менее в первые месяцы войны они, как и «Боевые киносборники», с которыми у них было много общего, несомненно способствовали мобилизации духовных сил населения.— Кинематография Армении. — М.: Издательство восточной литературы, 1962. — 346 с. — стр. 257

Правда, в этих фильмах ещё не было в достаточной степени художественного обобщения изображаемых событий, они не были отмечены печатью подлинного искусства, но попытка реально представить будни фронта и тыла была очевидна.— Армянская художественная кинематография / Сабир Ризаев. — Издательство АН Армянской ССР, 1963. — 383 с. — стр. 225